# Cap de la Ginebrera
El Cap de la Ginebrera és un cim de 1.772,2 metres d'altitud que està situat al límit dels termes de la Torre de Cabdella (dins de l'antic terme de Mont-ros, al Pallars Jussà i Baix Pallars, al Pallars Sobirà (dins de l'antic terme de Montcortès de Pallars). És, per tant, també partió de comarques.
Està situat just al sud-oest del Tossal de Sant Quiri (Pobellà i Ancs), al sud-est del poble de Pobellà i al nord-oest d'Ancs.